# Международная рейтинговая шкала
Международная рейтинговая шкала — рейтинговая шкала, обеспечивающая возможность международного сопоставления кредитных рейтингов, присвоенных кредитным рейтинговым агентством.
Международная рейтинговая шкала в отличие от национальной является универсальной и может быть использована для международных сопоставлений. В России правовые основы деятельности рейтинговых агентств и правила использования рейтингов регламентируются законом «О деятельности кредитных рейтинговых агентств».

## Содержание понятия
Как и любая рейтинговая система, международная шкала представляет собой систему рейтинговых категорий, применяемых кредитным рейтинговым агентством для классификации уровней кредитного рейтинга. В отличие от национальной шкалы, которая разрабатывается для конкретной страны или группы стран, международный рейтинг позволяет делать межстрановые сопоставления. При этом рейтинги субъектов ограничены сверху уровнем суверенного рейтинга страны, где функционирует компания (страновым потолком). При использовании национальной шкалы такого ограничения нет, поэтому ранжирование осуществляется относительно заемщика, которому присваивается наивысший рейтинг кредитоспособности.
Международные шкалы имеют все три ведущих рейтинговых агентства Moody’s, Standard & Poor’s и Fitch Ratings. Они также в индивидуальном порядке разрабатывают и национальные шкалы для отдельных стран. Российские рейтинговые агентства используют национальные шкалы (при выходе на международные рынки — адаптированные шкалы).